# Markku Kosonen
Markku Pekka Olavi Kosonen, né le 22 janvier 1945 en Suède et mort le 7 septembre 2010 à Helsinki, est un décorateur, menuisier et designer finlandais. 

## Biographie
Markku kosonen étudie à l'école de l'Artisanat de Punkaharju (1960-61) puis à l'université des Arts et du design d'Helsinki (1964-68), dont il sort diplômé en 1968. Il enseigne dans cette dernière école de 1968 à 1978 où il est professeur et critique d'art. 
Depuis le milieu des années 1980, son œuvre a fait l'objet de nombreuses expositions personnelles ou collectives, en Finlande, dont plusieurs expositions organisées au siège de la maison d'édition Finlandaise Artek à Helsinki, mais aussi aux États-Unis, dont Wilton en 2000 et en 2010 et Chicago en 2008, en Norvège, en Italie, en Corée, en France, dont les paniers de bouleau tressé au musée des Arts décoratifs en 2008,,  et au Japon
On trouve ses œuvres au Design Museum d'Helsinki, au Röhsska Museum of Design and Decorative Arts de Göteborg, au Nationalmuseum de Stockholm et au Museum für Kunst and Gwerbe de Hambourg. 
Il a reçu le prix Alvar Aalto de la Fondation Artek (1991), le prix Asko Avonius (2000) et la  Médaille Pro Finlandia (2005),.
Markku Kosonen était membre de la coopérative des artisans, designers et artistes de Fiskars, où il résidait.
En novembre 2007 deux timbres sont émis simultanément en Finlande et à Hong-Kong, consacrés à des objets en bois « Special Stamp Issue - "Hong Kong, China – Finland Joint Issue on Fine Woodwork" », le timbre finlandais représente des récipients sculptés en 2000 dans du bouleau par Markku Kosonen,

## Publications
- The challenge of Finnish wood, avec Kari Kallio et Pertti Viitaniemi, Puuinfo Oy, 1995[15]
- Visakoivu Curly Birch, Metsälehti Kustannus, 2004[16]